# Нойрайхенау
Нойрайхенау (нім. Neureichenau) — громада в Німеччині, знаходиться в землі Баварія. Підпорядковується адміністративному округу Нижня Баварія. Входить до складу району Фраюнг-Графенау.
Площа — 46,38 км2. Населення становить 4411 ос. (станом на 31 грудня 2020).